# Albert Thys
Pour les articles homonymes, voir Thys.
Albert Thys, né le 28 novembre 1849 à Dalhem et mort le 10 février 1915 à Bruxelles, est un officier et homme d'affaires belge, proche collaborateur du roi Léopold II de Belgique lors de la création de l'État indépendant du Congo. Il est le fondateur de la principale ligne de chemin de fer du pays et est l'un des artisans majeurs de l'essor économique de l'État indépendant du Congo puis du Congo belge.

## Biographie
Jean-Baptiste Albert Joseph Thys, né à Dalhem le 28 novembre 1849, est le fils de Jean Thys, docteur en médecine et chirurgie, et de Marie Barbe Rogister. Le 10 novembre 1877, il épouse à Schaerbeek Julie Mottin, fille d'un ingénieur des chemins de fer, qui lui donne six enfants. Elle décède en juin 1908 au château de Dalhem. Sa fille Louise a épousé Henry Le Bœuf, homme d'affaires, banquier et personnalité du monde musical belge. Son fils, William Thys, deviendra directeur général de la banque d'Outremer et de la Banque de Bruxelles.
Il suit les cours de l'école du village de Bombaye puis de l'École moyenne de l'État à Visé. À seize ans, il s'engage dans l'armée belge comme simple soldat. Il est promu caporal puis sergent. Après avoir été admis à l'École royale militaire, il en sort sous-lieutenant désigné pour le 8e de régiment de Ligne en 1870. Le commandant en chef de l'armée, lieutenant-général baron Chazal, le charge de missions militaires de reconnaissance en rapport avec les plans de défense de nos frontières. Il poursuit ensuite ses études à l'École de guerre, d'où il sort nanti du brevet d'adjoint d'état-Major, en 1876. Promu lieutenant en 1876, il entre au service du roi Léopold II de Belgique pour assurer le secrétariat pour les affaires coloniales.
À partir de 1878, Thys (toujours chargé de tâches de secrétariat), devient l'adjoint de Maximilien Strauch, secrétaire général de l'Association Internationale africaine (AIA), organisation créée par le roi Léopold II composée d'experts internationaux ayant pour objet la découverte de l'Afrique centrale. À partir de 1879, il prête également sa collaboration au Comité d'études du Haut-Congo, organisation commerciale chargée de l'organisation des expéditions d'exploration en Afrique.

### Développement de l'État indépendant du Congo
Au retour de Henry Morton Stanley, le roi Léopold II envoie Thys en Angleterre pour lui proposer une nouvelle expédition en Afrique centrale pour le compte de l'Association internationale africaine (AIA). Il prend une part active à l'organisation des premières expéditions qui conduisent à la constitution de l'État indépendant du Congo.

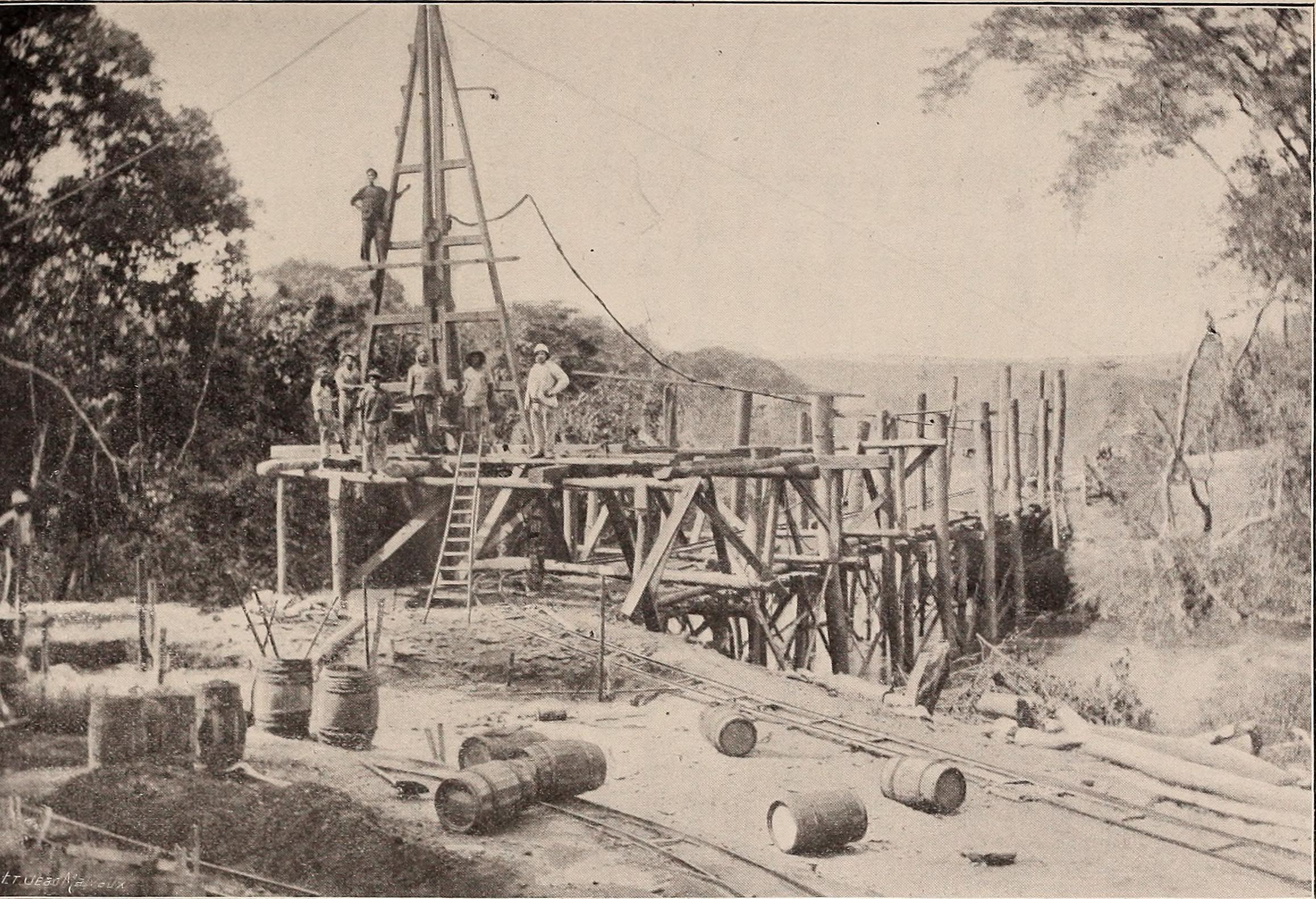
Construction du chemin de fer Matadi-Stanleypool.

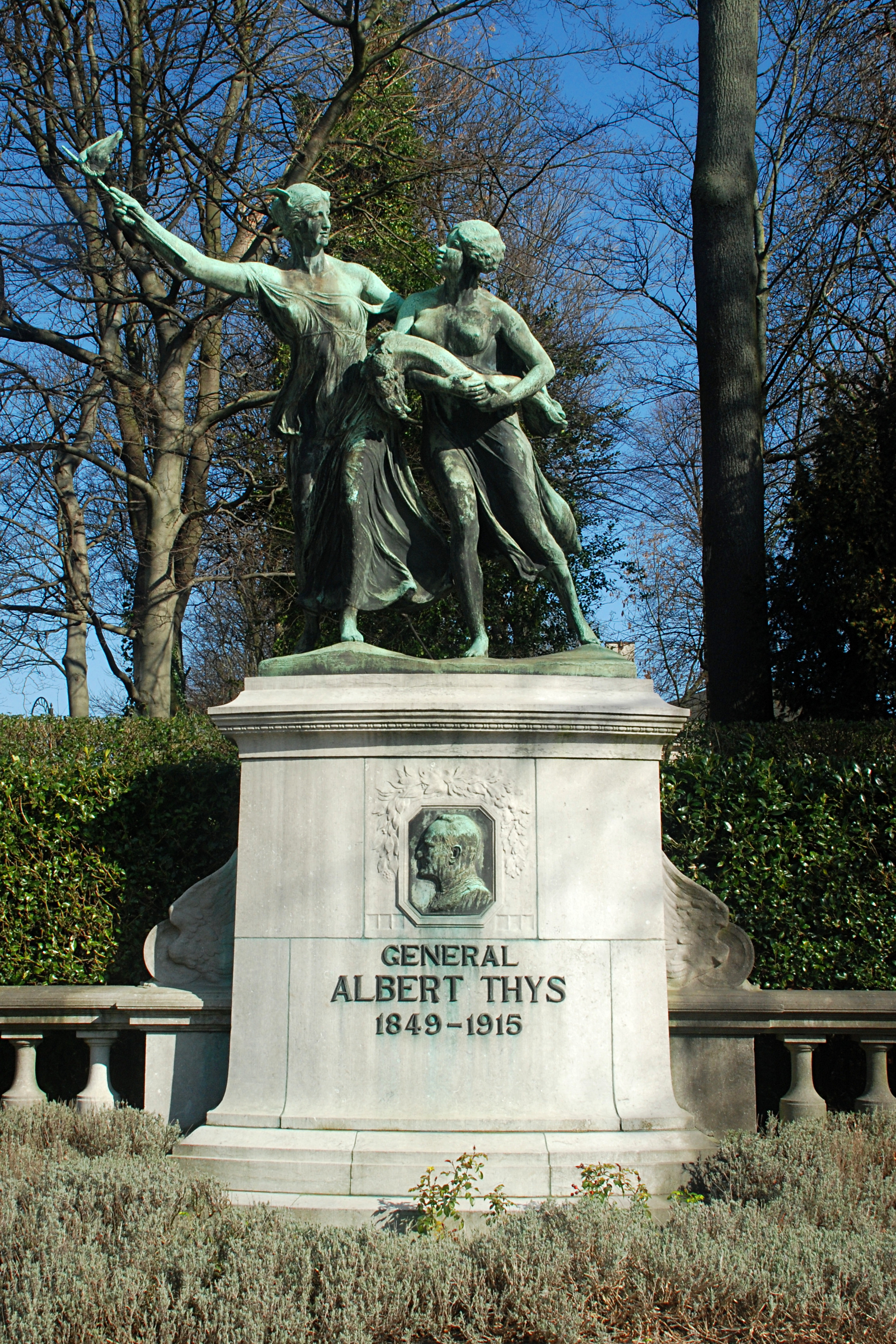
Monument au général Thys, à l'entrée du parc du Cinquantenaire à Bruxelles.

En octobre 1883, le capitaine Albert Thys est nommé officier d'ordonnance du roi Léopold II, avec « l'autorisation spéciale d'approcher Sa Majesté à n'importe quel moment ». En novembre 1884 à la conférence de Berlin, le roi Léopold II obtient, au nom de l'AIA, 2 344 000 km2 de territoire qui constituera l'État indépendant du Congo. Thys est chargé de mettre au point un emprunt de cent millions de francs belges permettant de financer les projets du roi Léopold II.
D'après l'historien belge Pierre Salmon « à l'époque où un groupe anglais, le Syndicat de Manchester, propose de construire le chemin de fer du Bas-Congo (Congo Railway Co) avec une clause selon laquelle l'EIC lui accorde un droit de police sur la voie ferrée et sur une bande de terrain de chaque côté de celle-ci, Thys se déclare hostile à cette concession et en fait part au Roi lui-même en toute franchise. Il lui propose de créer la Compagnie du Congo pour le Commerce et l'Industrie (en) (CCCI) et d'aller sur place au Bas-Congo pour se forger une opinion personnelle et y installer des brigades d'ingénieurs chargés d'étudier le projet de chemin de fer. »

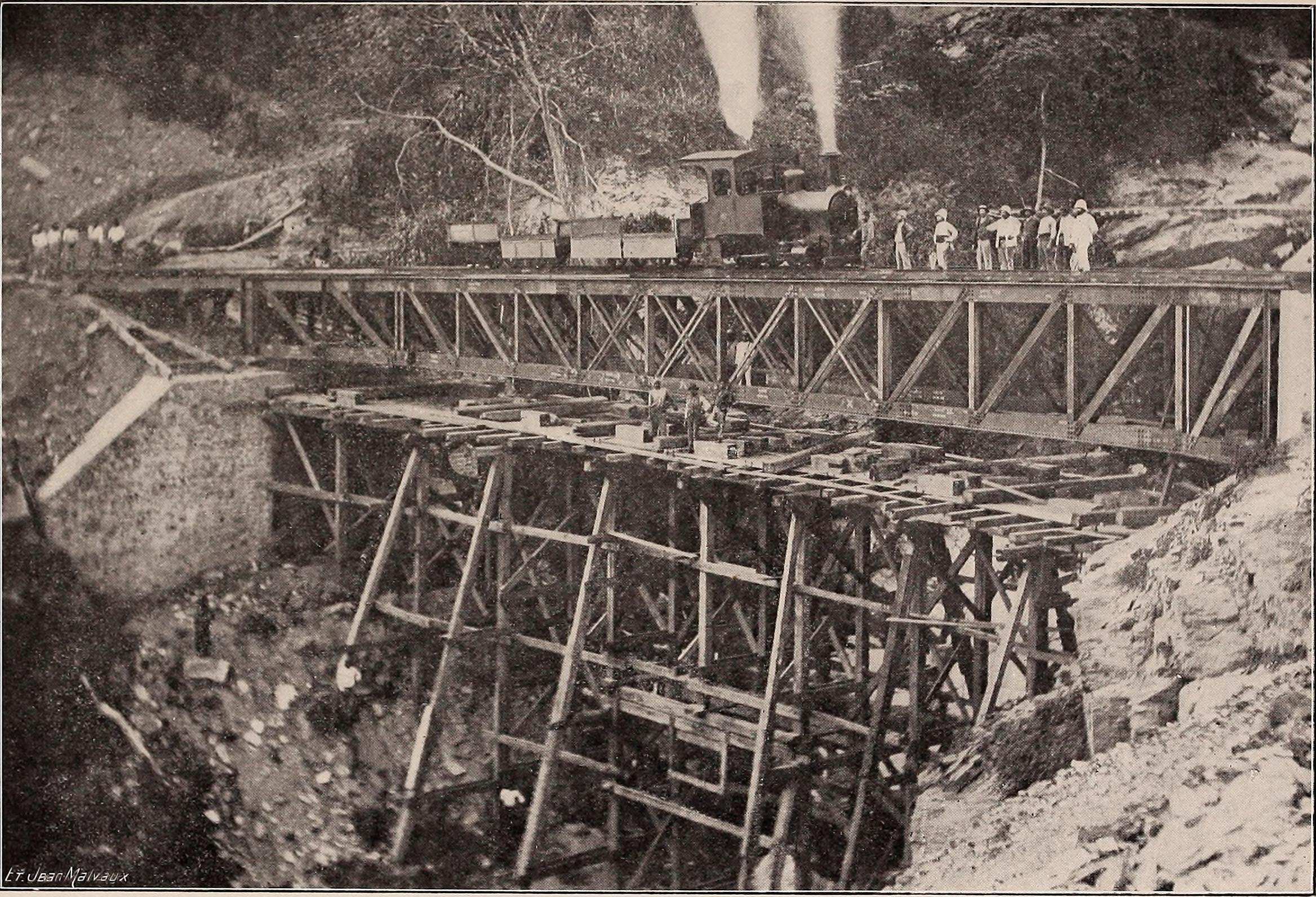
Construction du chemin de fer Matadi - Stanleyville.

Arrivé au Congo en 1887, Thys est le promoteur de la ligne de chemin de fer Matadi-Léopoldville, construite de 1890 à 1898. Il impose un itinéraire par le sud, s'écartant du fleuve Congo. Les premiers 400 km et les travaux d'un coût de 25 millions de francs belges sont financés par le gouvernement Beernaert. Les plus grands obstacles physiques sont constitués par la gorge de la rivière Mpozo et le mont Palabala, une falaise bordée de vallées profondes et des ravins de 400 mètres dans le massif des Monts de Cristal. De 1887 à 1899, Thys fait neuf voyages au Congo. Il procède d'abord à des reconnaissances topographiques puis supervise l'avancée du chantier. À ses activités au Congo, s'ajoute un travail de propagandiste auprès de la population et des milieux financiers belges alors peu concernés par les plans coloniaux du roi Léopold II. Inspiré par Henry Morton Stanley, Thys considérait ce chemin de fer comme essentiel pour le développement économique futur du Congo. Le 6 juillet 1898, est inauguré le premier tronçon de 388 km reliant le port de Matadi à Léopoldville et permettant ainsi pour la première fois l'accès de biens et de marchandises à 18 000 km de voies fluviales du Congo.
La construction de la ligne de chemin de fer Matadi-Léopoldville s'est néanmoins soldé par un coût humain élevé. Compte tenu du climat, du terrain accidenté et des maladies tropicales, les conditions de vie des travailleurs sont catastrophiques, les installations sanitaires et médicales étant réduites à leur plus simple expression. En 1892, environ 2 000 indigènes sont employés sur le chantier du chemin de fer, et une moyenne de 150 travailleurs par mois perdent la vie à cause des maladies (variole, dysenterie, beriberi, ...) et de l’épuisement tant du côté belge que du côté congolais. Vers la fin de 1892, 7 000 travailleurs indigènes avaient déjà été recrutés. La moitié de ceux-ci fait rapidement défaut, étant morts ou ayant déserté. Dans ces circonstances, Thys se voit obligé de recruter des travailleurs de la Barbade et de Chine en septembre et novembre 1892. Les Barbadiens refusent de quitter les bateaux dans le port de Matadi jusqu’à ce qu’ils soient forcés manu militari. Sept personnes y laissent la vie.
Albert Thys est également l'un des principaux artisans du développement économique et de la mise en valeur de l'État indépendant du Congo. Dans ce but, il crée de nombreuses sociétés coloniales notamment le 27 décembre 1886 la Compagnie du Congo pour le Commerce et l'Industrie (en) (CCCI) et ses nombreuses filiales : le Chemin de fer du Congo, la Compagnie des Magasins généraux, la Société anonyme belge pour le Commerce du Haut-Congo (en), la Compagnie des Produits, la Compagnie du Katanga, etc. D'après l'historien belge René J. Cornet, Albert Thys est « l'initiateur de l'action privée au Congo et l'âme de l'effort financier belge dans les entreprises africaines. Il fut véritablement le créateur de la richesse coloniale belge. »
En 1890, il contribue à la création du Cercle africain à Bruxelles et en devient le premier président. À partir de 1899, il se consacre au développement des sociétés coloniales dont il assure la haute direction. Le 7 janvier 1899, la banque d'Outremer est constituée et Albert Thys en devient administrateur délégué. En 1910, il accède à la présidence.
Il continue toutefois à faire partie du cadre militaire belge. Il est nommé en juin 1898 lieutenant-colonel puis général-major de réserve. En 1910, il se rend une dernière fois au Congo d'où il revient avec de nouveaux projets.
Dans le privé, il était propriétaire du château de Dalhem.
La Première Guerre mondiale le réduit à l'inaction. Sa santé s'étant altérée, il meurt à Bruxelles le 10 février 1915 à 66 ans et est inhumé à Dalhem.

### Citations
« La création de l'État du Congo est, comme je le disais plus haut une conception coloniale absolument nouvelle et, à proprement parler, ce n'est pas une colonie, celle-ci dépossédant l'indigène de son sol et considérant l'indigène comme la race conquise. En fait, ici, les indigènes ce sont les citoyens du nouvel État et les blancs envoyés au Congo par le gouvernement seront des tuteurs provisoires à la population noire qui ne sera appelée à la gestion des affaires publiques que quand son éducation sera suffisamment faite. Fatalement jusqu'ici toute occupation coloniale a abouti, non seulement à l'asservissement de la race aborigène, mais encore, et presque fatalement, à la suppression de cette race et à son remplacement par la race conquérante. C'est notamment ce qui s'est passé dans les Amériques et même plus ou moins dans les Indes anglaises et néerlandaises. Ici, il ne peut pas un seul instant être question d'agir ainsi. Le Nègre est le citoyen de l'État Indépendant du Congo ; nous devons, non l'asservir, mais l'éduquer et l'élever, socialement parlant, jusqu'à ce qu'il puisse se gouverner lui-même, quitte à être même flanqué à la porte par les Nègres de l'avenir. »
« Jamais notre action coloniale ne fut plus belle qu'au moment de la campagne arabe. Vous souvenez-vous du mouvement d'indignation qui secoua le monde civilisé quand Livingstone et Stanley dépeignirent les horreurs de la traite, dans le centre africain ? Comme une nuée de sauterelles qui dévastent en une nuit, une région entière, des bandes d'Arabes pillards tombaient sur les villages, massacraient sans pitié tous les malheureux qui ne représentaient pas une valeur marchande et se retiraient ensuite, poussant à coup de bâton vers la côte un lamentable troupeau de bétail humain, dont un dixième à peine arrivait au but. »

## Hommages et distinctions
En 1926, un monument au général Thys a été érigé à Bruxelles à l'entrée du parc du Cinquantenaire, œuvre des sculpteurs Thomas Vincotte et Frans Huygelen. En 1948, un monument portant le buste en marbre d'Albert Thys a été érigé à Dalhem. Ce buste a été offert à la commune de Dalhem par son petit-fils Gilbert Périer, président de la Sabena. On trouve une rue Général Thys à Ixelles et à Dalhem.
On a donné le nom de Thysville à la station de Sona Qongo, actuelle Mbanza-Ngungu dans le Bas-Congo où l'on trouvait un monument avec son buste ; le même nom a été donné à un paquebot de la Compagnie maritime belge, le MS Thysville.
Il a reçu les distinctions suivantes :
- Officier de l'ordre de Léopold (Belgique) ;
- Commandeur de l'ordre de la Couronne (Belgique) ;
- Chevalier de l'ordre royal du Lion (État indépendant du Congo) ;
- Commandeur de l'ordre de l'Étoile brillante de Zanzibar ;
- Commandeur de l'ordre de l'Immaculée Conception de Vila Viçosa (Portugal) ;
- Commandeur de l'ordre du Lion et du Soleil (Perse) ;
- Grand officier de l'ordre du Nichan el Anouar (France) ;
- Officier de la Légion d'honneur (France) ;
- Officier de l'ordre de la Couronne de chêne (Luxembourg) ;
- Officier de l'ordre des Saints-Maurice-et-Lazare

(Italie) ;
- Chevalier de l'ordre de la Couronne (Prusse) ;
- Chevalier de l'ordre impérial de Léopold (Autriche).

## Descendants

### Première génération
1. Louise Thys (1878-1949) mariée à Henry Le Bœuf[16] (1874-1935)
2. Jeanne Thys (1880-1921) mariée à Gaston Perier[17] (1875-1946)
3. Frans Thys (1881-1944), avocat, président du Cercle Royal Gaulois. Il construisit en 1928 la villa Maeger Scorre, l'actuel club house du Royal Zoute Golf Club[18].
4. Robert (1884-1964), en septembre 1915, il commande une compagnie spéciale du Génie belge pour l'inondation durable des vallées de l'Yser et de l'Yperlée[19]. Administrateur de la Société des Ciments du Congo[20] et premier administrateur-délégué de la Sabena[21].
5. William Thys[22],[23],[24] (1886-1935), vice-président et administrateur-délégué de la Banque de Bruxelles et de la Brufina. Régent de la Banque Nationale et ambassadeur extraordinaire au Japon.
6. Louise dite Madeleine Thys (1892-1972) mariée à Henri Depage[25](1900-1960), fils d'Antoine Depage.

### Deuxième génération
- Odilon-Jean Perier (1901-1928), poète.
- Gilbert Perier[26] (1902-1968), président de la Sabena (1947) et de l'IATA (1948-1949)
- Chevalier  [27],[28] Thys (1912-1981), président d'Electrobel et d'Intercom et premier président de l’association Quartier des Arts à Bruxelles.
- Marion Thys (1917-1994)  mariée au Chevalier[29],[30] Manuel Gernaert (1911-1998)  secrétaire général de la Générale de Banque.
- Chevalier[31],[32]  Gérard Thys (1920-1999), administrateur délégué de la Société d'Etudes et de Gestion de Cimenteries.

### Troisième génération
- Christine Le Bœuf (1935-2022), mariée à l'éditeur Hubert Nyssen
- Nicole Thys (1949), mariée au Chevalier[33] Guy-Marie Paquot (1941-2019), président de la Cie du Bois Sauvage, président de Neuhaus.